# Julissa Villanueva
Julissa Villanueva Barahona (Tegucigalpa, 12 de mayo de 1972) es una médica hondureña y actual Viceministra de Seguridad. 
Es la directora del Departamento de Medicina Forense del fiscal general de Honduras. Le ha llevado a crear un “cementerio humanitario” por dar identidad a cadáveres no identificados.  Villanueva recibió el Premio Internacional a las Mujeres de Coraje de la primera dama Melania Trump, un premio del Departamento de Estado en reconocimiento a su valor.
Julissa Villanueva nació en Tegucigalpa el 12 de mayo de 1972. Sus padres el abogado Eduardo Villanueva y la licenciada en psicología Isabel Barahona. Estudió medicina después de ver a su padre sufrir de tétanos, y ahora es un médico especializado en patología.
Villanueva comenzó a trabajar como patóloga forense en 2002. En 2015 lanzó la Revista de Ciencias Forenses de Honduras.
En 2013 Villanueva comenzó a dirigir el Departamento de Medicina Forense del fiscal general de Honduras. Los cuerpos sin identificar, los que nadie reclamaba, eran enterrados en una fosa común. Una visita a Estados Unidos le inspiró para crear el primer “cementerio humanitario” de Honduras después de visitar el simbólico camposanto militar de Arlington y descubrir las tumbas blancas donde descansan más de 400.000 soldados. Cada uno de esos desconocidos están identificados con ADN para que si alguna familia viene puedan dársela el cadáver.
Actualmente es precandidata a una diputación por la "Nueva Corriente" de Carlos Eduardo Reina, uno de los 9 movimientos internos del Partido Libre que se presentarán a elecciones primarias del 14 de marzo.